# Tutanchamun-Ausstellung 1980/81
Die Ausstellung Tutanchamun war 1980 und 1981 in fünf deutschen Großstädten zu sehen und ist bis heute eine der meistbesuchten Kunstausstellungen in der deutschen Geschichte. Schirmherren waren Anwar el-Sadat, damaliger Präsident der Arabischen Republik Ägypten, und Karl Carstens, damaliger Bundespräsident.
Sie zeigte 55 Originalstücke aus dem Grab des ägyptischen Pharaos Tutanchamun, was etwa einem Prozent des gesamten Grabschatzes (insgesamt 5398 Objekte) des Pharaos entspricht, der in dem Grab gefunden wurde. Der überwiegende Teil der Ausstellungsstücke stammte aus dem Ägyptischen Museum in Kairo.
Die Ausstellung zog ein Millionenpublikum an; allein im Hamburger Museum für Kunst und Gewerbe, der letzten Station der Wanderausstellung, sahen sie über 600.000 Besucher.
Der Katalog zur Ausstellung erschien im Verlag Philipp von Zabern und wurde über 1,5 Millionen Mal verkauft.

## Ausstellungen in Deutschland
- Berlin, Ägyptisches Museum: 16. Februar bis 26. Mai 1980
- Köln, Kölnisches Stadtmuseum: 21. Juni bis 19. Oktober 1980
- München, Haus der Kunst: 22. November 1980 bis 1. Februar 1981
- Hannover, Kestner-Museum: 20. Februar bis 26. April 1981
- Hamburg, Museum für Kunst und Gewerbe: 15. Mai bis 19. Juli 1981